# کامو، شیزوئوکا
کامو، شیزوئوکا (به لاتین: Kamo) یک منطقهٔ مسکونی در ژاپن است که در ناحیه چوبو واقع شده‌است. کامو ۳٬۲۹۱ نفر جمعیت دارد.